# 維帕瓦

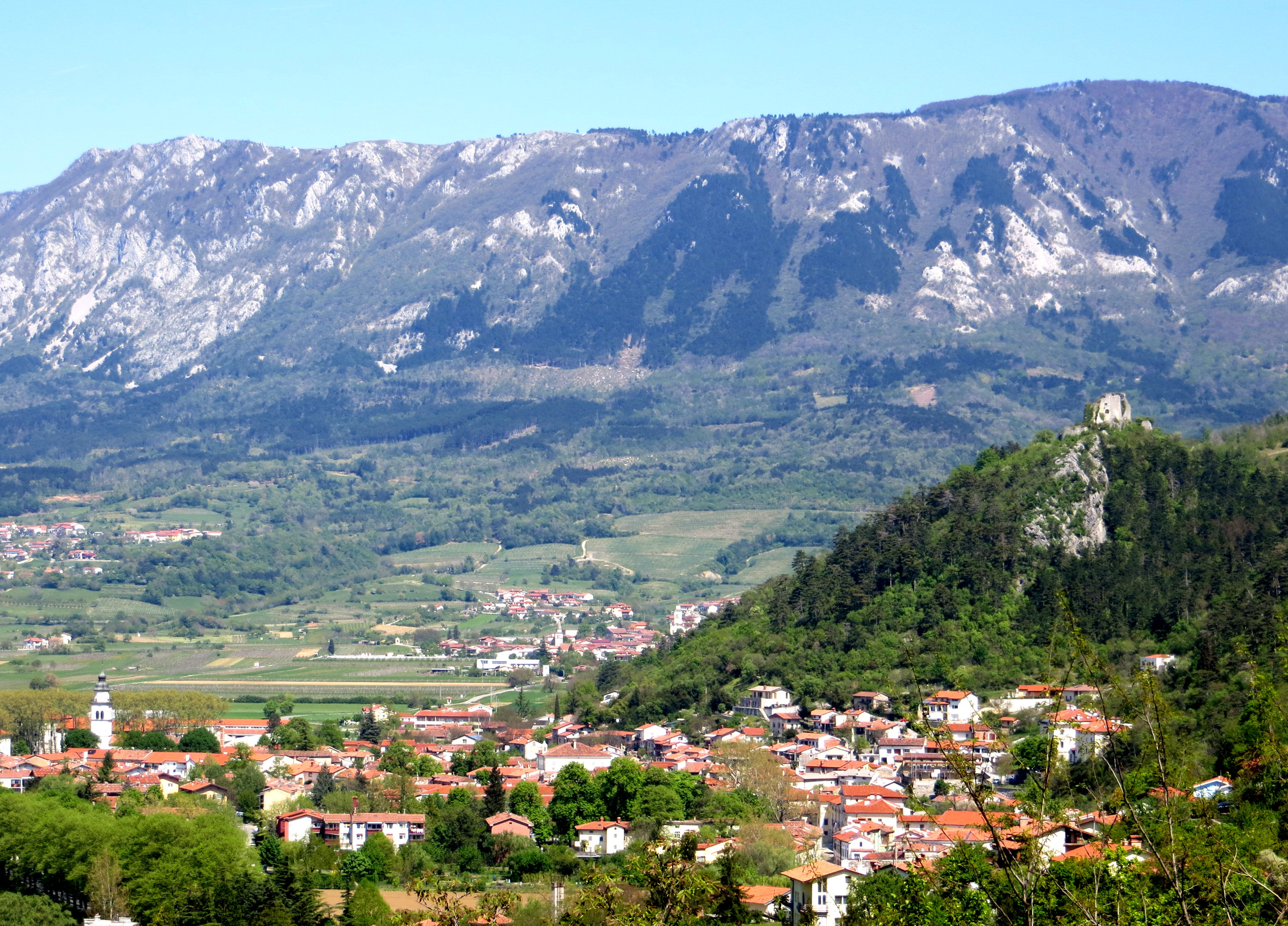
維帕瓦

維帕瓦是斯洛文尼亞西部維帕瓦市鎮的城鎮及行政中心。城镇面積为6.6平方公里，海拔高度102米，2012年人口数量为1,953人。

## 外部連結
- Municipality of Vipava at Geopedia （页面存档备份，存于）